# Prokoszewo (obwód niżnonowogrodzki)
Prokoszewo (ros. Прокошево) – wieś (dieriewnia) w Rosji, w obwodzie niżnonowogrodzkim, w rejonie kstowskim. W 2010 liczyła 1753 mieszkańców.